# Innokientij Bołdonow
Innokientij Aleksandrowicz Bołdonow (ros. Иннокентий Александрович Болдонов, ur. 1911, zm. w lutym 2001) – radziecki działacz partyjny i państwowy.

## Życiorys
Od 1931 należał do WKP(b), w 1935 służył w Armii Czerwonej, do 1940 był sekretarzem Komitetu Wykonawczego Ust-Ordyńskiego Buriackiej Rady Okręgowej, a 1940-1943 przewodniczącym komitetu wykonawczego bochańskiej rady rejonowej w Ust-Ordyńskim Buriackim Okręgu Autonomicznym. Od 1944 do września 1947 był I sekretarzem ajmakowego komitetu WKP(b) w Ust-Ordyńskim Buriackim Okręgu Autonomicznym, od września 1947 do 1958 I sekretarzem Ust-Ordyńskiego Buriackiego Okręgu Autonomicznego, następnie kierownikiem irkuckiej grupy  kontrolerów Komisji Kontroli Radzieckiej Rady Ministrów ZSRR.